# Cemal Bozoğlu

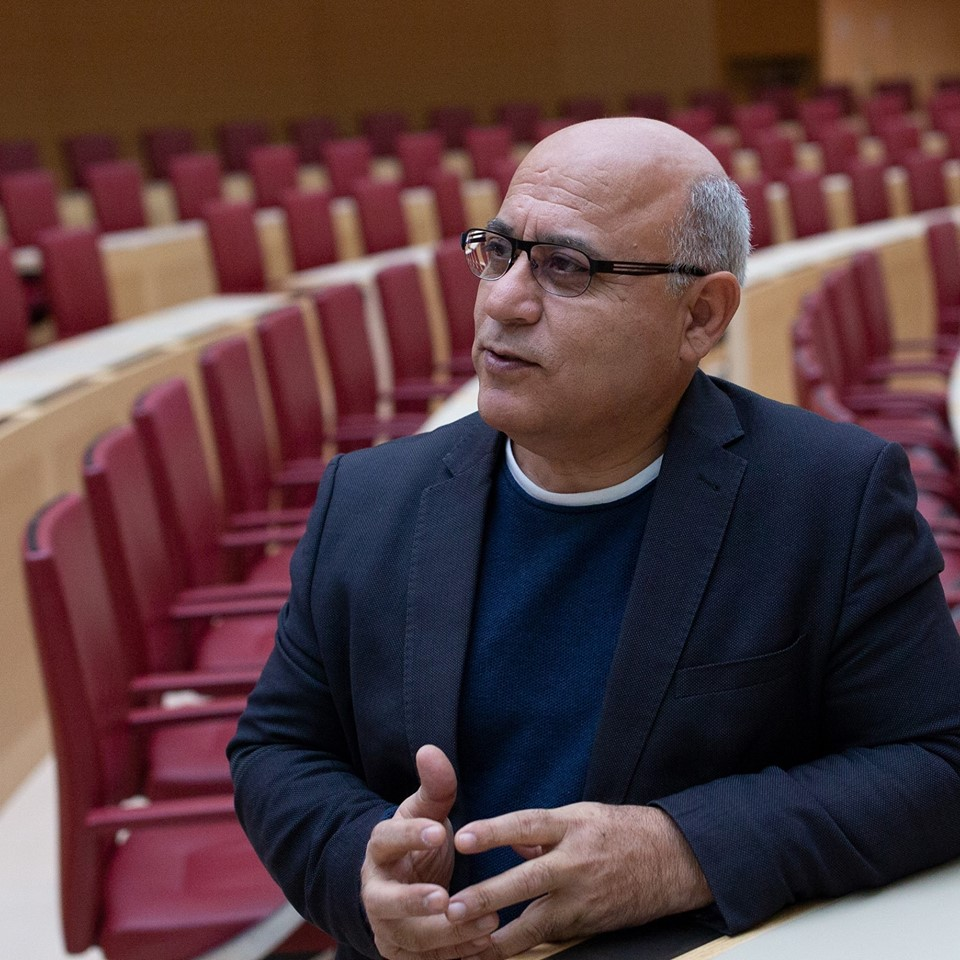
Cemal Bozoğlu (Januar 2019)

Cemal Bozoğlu (* 14. August 1961 in Istanbul) ist ein deutscher Politiker bei Bündnis 90/Die Grünen. Seit der Landtagswahl im Oktober 2018 ist er Mitglied des Bayerischen Landtages und innerhalb seiner Fraktion Sprecher für Strategien gegen Rechtsextremismus sowie Bürgerbeauftragter für Asyl und Migration.

## Politisches Engagement
1982 wurde Bozoğlu im Augsburger Stadtverband Mitglied der Grünen. Er gehörte von 2002 bis 2008 erstmals dem Stadtrat Augsburgs an. 2014 wurde er erneut in das Augsburger Stadtparlament gewählt. Dieses Mandat gab er mit Einzug in den Landtag auf, für ihn rückte Eva Leipprand nach.
Bei der Landtagswahl in Bayern 2018 erreichte Bozoğlu im Wahlkreis Schwaben (Stimmkreis Augsburg-Stadt-West) auf der Wahlkreis-Liste der Grünen das viertbeste Gesamtstimmenergebnis und wurde somit in den Bayerischen Landtag gewählt. In seinem eigenen Wahlkreis erhielt er 22,2 % der Erststimmen und landete damit auf dem zweiten Platz. Bei der Landtagswahl 2023 zog er erneut in den Landtag ein.
Innerhalb der Fraktion der Bündnis 90/Die Grünen Bayern wurden ihm die folgenden Zuständigkeiten zugesprochen:
- Sprecher für Strategien gegen Rechtsextremismus,
- Bürgerbeauftragter für Asyl und Migration,
- Mitglied im Verfassungsausschuss und
- stv. Vorsitzender des Anstaltsbeirates JVA Memmingen
- Mitglied im Petitionsausschuss.[1][2]
- Mitglied des zweiten bayrischen Untersuchungsausschusses zum NSU

## Positionen
Bozoğlu setzt sich laut Bewerbungsschreiben aus dem Oktober 2017 für ein gerechtes, ökologisches und weltoffenes Bayern ein, dabei möchte er auch in einer Brückenfunktion zwischen Deutschen und Menschen mit Migrationshintergrund wirken. In seiner politischen Arbeit versucht er dabei den Mehrwert der Migranten für die hiesige Gesellschaft zu unterstreichen. So besuchte er zum Beispiel im Rahmen des Landtagswahlkampfes 2018 in Bayern gemeinsam mit Katharina Schulze und Stephanie Schuhknecht Betriebe in Augsburg, deren Inhaber Mitbürger mit türkischem Migrationshintergrund sind. Zu seinen politischen Zielen gehören die Verkehrswende, die ökologische Landwirtschaft und eine humane Flüchtlingspolitik.
Bozoğlu war im März 2019 als Wahlbeobachter in der Türkei tätig und resümierte, dass man „nicht von freien demokratischen Wahlen sprechen“ könne.
Die Augsburger Fraktion der Grünen beschloss, die Diätenerhöhung 2020 zu spenden, Bozoğlu entschied, seine Erhöhung von 2500 € der Augsburger Tafel zu spenden.
Bozoğlu forderte 2021 nach der Veröffentlichung eines internen Chats der AfD eine Beobachtung der AfD durch den bayrischen Verfassungsschutz. Er forderte zudem wiederholt ein Verbot der Partei III. Weg. Bozoğlu setzte sich gemeinsam mit dem Grünen-Abgeordneten Toni Schuberl erfolgreich für die Einsetzung eines zweiten Untersuchungsausschusses, der die NSU-Mordserie und die darauffolgenden Ermittlungen aufarbeiten soll, ein.

## Privates
Bozoğlu ist staatlich geprüfter Elektrotechniker mit Schwerpunkt EDV und war lange Zeit Inhaber einer EDV-Firma im Stadtteil Augsburg-Oberhausen. Er ist verheiratet und hat zwei Kinder.

## Ehrenamtliches Engagement
Cemal Bozoğlu ist Mitglied im Bund für Umwelt und Naturschutz Deutschland, im Verein „Tür an Tür“ und beim ADFC. Er war weiterhin bis 2018 Ehrenamtlicher Richter am Verwaltungsgericht Augsburg und Gründungsvorsitzender des örtlichen alevitischen Kulturzentrums in Augsburg. Bozoğlu ist Mitgründer des Ausländerbeirates der Stadt Augsburg und bekleidete dort bis 1990 einen Vorstandsposten. Zudem ist er Sprecher für Strategien gegen Rechtsextremismus und Bürgerbeauftragter für Asyl und Migration der Fraktion Bündnis 90/Die Grünen.